# Manoir de Classé
Le manoir de Classé est un édifice situé à Saint-Germain-de-Coulamer, en France.

## Localisation
Le monument est situé dans le département français de la Mayenne, à 2 km au nord du bourg de Saint-Germain-de-Coulamer et à 2,6 km au sud de celui de Saint-Aubin-du-Désert.

## Historique
Le logis est constitué de plusieurs éléments. La tour ronde est supposée appartenir à une maison forte XIVe siècle, ruinée au siècle suivant. 
En 1689, le domaine est saisi et vendu.
Les façades et toitures du manoir, constitué du logis proprement dit et l'aile basse en retour au nord-est, sont inscrites au titre des monuments historiques par arrêté du 5 septembre 2003.

## Architecture
Le corps de logis principal est composé d'une une salle seigneuriale présentant par une cheminée en granit, ainsi que d'une une cuisine également équipée d'une cheminée, ainsi que d'une souillarde. 
Un escalier en vis permet de desservir deux appartements. Ils sont tous deux  composés de deux pièces, séparées par une cloison, avec des latrines indépendantes. Chaque cloison de séparation est d'un ruban présentant des cartouches géométriques représentant des bouquets de fleurs et des paysages, le long de la poutre. Ce décor est caractéristique du XVIIe siècle.